# 2006 AO98
2006 AO98, também escrito como 2006 AO98, é um objeto transnetuniano que está localizado no Cinturão de Kuiper, uma região do Sistema Solar. Ele possui uma magnitude absoluta de 7,9 e tem um diâmetro estimado com 116 km.

## Descoberta
2006 AO98 foi descoberto no dia 5 de janeiro de 2006.

## Órbita
A órbita de 2006 AO98 tem uma excentricidade de 0,092 e possui um semieixo maior de 38,194 UA. O seu periélio leva o mesmo a uma distância de 34,678 UA em relação ao Sol e seu afélio a 41,710 UA.